# Karl Ernst von Baer
Karl Ernst von Baer (cunoscut și ca Karl Maksimovici Baer, în rusă Карл Макси́мович Бэр; n. 17/28 februarie 1792, Piibe⁠(d), Comuna Väike-Maarja, Lääne-Viru maakond, Estonia – d. 16/28 noiembrie 1876, Tartu, Gubernia Livonia, Imperiul Rus) a fost un biolog, geolog, meteorolog, geograf și naturalist german, fondatorul embriologiei.
A fost membru al Academiei Ruse de Științe, cofondator al Societății Geografice Ruse și primul președinte al Societății Entomologice Ruse.

## Biografie
S-a născut la Rakke, o localitate situată în Regiunea Lääne-Viru din Estonia.
A studiat la Universitatea din Tartu, mai târziu și-a continuat studiile la Berlin, Viena și Würzburg și se specializează în domeniul embriologiei.
În 1817 este profesor la Universitatea din Königsberg și devine titular la zoologie în 1821 și la anatomie în 1826.
Este interesat de diverse domenii ca: ihtiologie, etnografie, antropologie și geografie și întreprinde diverse expediții de cercetare, ajungând chiar și pe insulele Novaia Zemlia, dincolo de Cercul Polar de Nord.

## Contribuții
Baer a descoperit ovulul mamiferelor și a fost primul care a descris coada dorsală prezentă la embrionul vertebratelor.
Astfel, monografia Despre istoria dezvoltării animalelor (Über Entwickelungsgeschichte der Thiere, 1828 - 1837) marchează o etapă importantă în dezvoltarea embriologiei.
În această lucrare face comentarii pe baza propriei teorii a straturilor germinative⁠(d), conform căreia ouăle se dezvoltă formând patru straturi de țesuturi germinative.
A demonstrat falsitatea teoriei preformiste, stabilind că în procesul dezvoltării embrionare, caracteristicile încrengăturii, clasei, ordinului, familiei, genului și speciei apar în mod succesiv.
Charles Darwin îl consideră ca fiind un precursor al său în ceea ce privește studiul problemei evoluției lumii animale.
Baer a efectuat și importante cercetări geografice.
În 1857 enunță legea care îi poartă numele (Legea lui Baer) privind acțiunea de eroziune laterală a apelor curgătoare.

### Scrieri
- Reden gehalten in wissenschaftlichen Versammlungen und kleinere Aufsätze vermischten Inhalts, Vieweg, Braunschweig 1886
- Nachrichten über Leben und Schriften. Eine Selbstbiographie, Bruhns, Leipzig 1912
- Materialien zur Kenntniss des unvergänglichen Boden-Eises in Sibirien. Unveröffentlichtes Typoskript von 1843 und erste Dauerfrostbodenkunde, editor: von Lorenz King, Gießen 2001
- Kaspische Studien, Editura: VDM Verlag Dr. Müller, Saarbrücken 2006